# La gran vida (película)

## Argumento
Martín es un conductor de autobuses que decide suicidarse. A sus treinta y tantos años se siente fracasado en todos los aspectos de su vida.
Cuando está a punto de tirarse del puente es rescatado por Salva, un desconocido que le propone "retrasar" su muerte un par de semanas, para pedir un millón de dólares a unos prestamistas y darse "La Gran Vida" durante ese tiempo, disfrutando de los placeres de la vida. Transcurrido el plazo los prestamistas apretarían el gatillo por él.
Martín acepta y Salva organiza una gran fiesta en la que conocen a una camarera llamada Lola, una inmigrante deslenguada que conquista al nuevo millonario con intenciones ocultas.
- Datos: Q1866497